# Daniël de Blieck

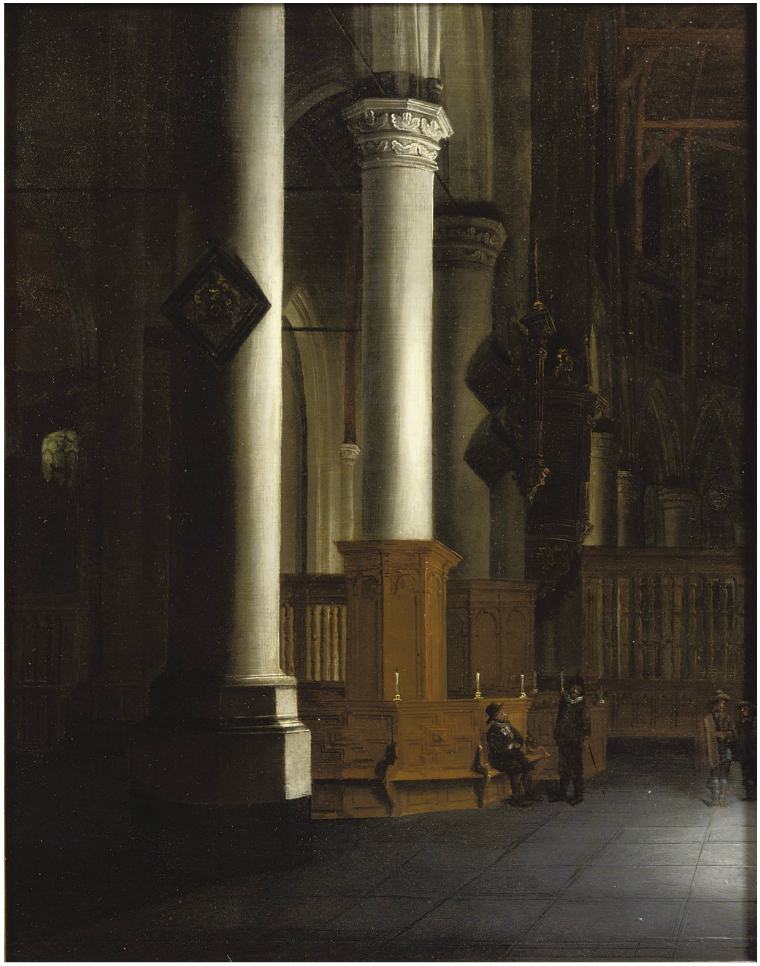
El interior del 'Laurenskerk', Róterdam

Daniël de Blieck (Middelburg, c. 1610 - Middelburg, 1673), fue un pintor, dibujante y arquitecto holandés del Siglo de Oro, especializado en pinturas arquitectónicas. Pintó interiores de iglesias reales e imaginarias.

## Vida
Poco se sabe sobre la vida y el entrenamiento de Daniël de Blieck. Se presume que fue alumno del pintor arquitectónico Dirck van Delen. Se convirtió en miembro del Gremio Middelburg de San Lucas en 1647-1648 como arquitecto. Fue diácono del gremio en 1664-1665 y 1668. Residió en Inglaterra desde 1658 hasta 1661.
Cuando los Estados de Zelanda (órgano rector de la provincia de Zelanda) decidieron acuñar monedas mecánicamente, se encargó a De Blieck que produjera dibujos sobre la producción del equipo necesario. Estaba al tanto de los últimos avances técnicos, ya que conocía el equipo en París y había realizado dibujos del equipo de acuñación en Dortrecht. La construcción de las máquinas de acuñación no estuvo exenta de problemas, y de Blieck realizó varios viajes a Amberes, Róterdam y La Haya como supervisor de reparaciones y piezas.
Adriaen van de Graeff fue su alumno en 1665.

## Trabajo
Daniël de Blieck pintó principalmente estudios de arquitectura, pero también es conocido por algunos retratos, así como por los interiores de iglesias, tanto reales como imaginarias.

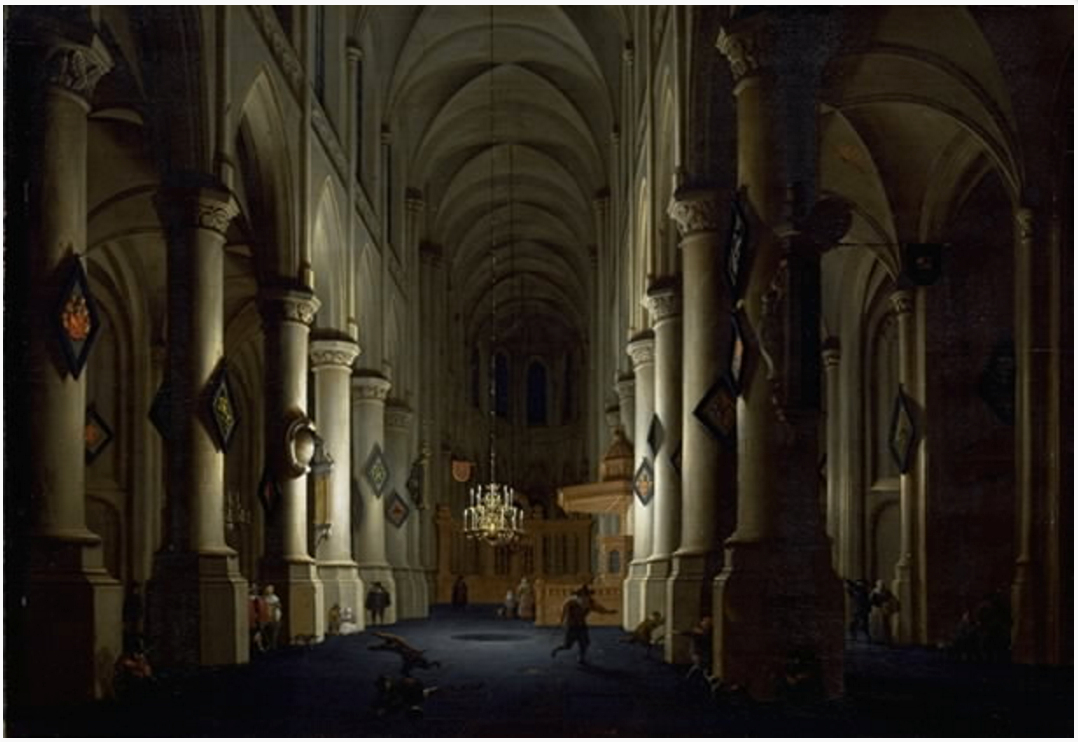
Interior de una iglesia

Sus pinturas arquitectónicas imaginarias del interior de las iglesias recordaban al estilo del pintor flamenco Hendrick Aerts, pero bajo la influencia de pintores arquitectónicos de la escuela de Delft como Hendrick Cornelisz. van Vliet, desarrolló un estilo más realista alrededor de 1650. Su pintura de la Iglesia Róterdam St. Lawrence de principios de la década de 1650 demuestra este interés por el realismo. Sin embargo, no abandonó el estilo de las pinturas de arquitectura imaginaria  y se ha afirmado que nunca encontró su propio estilo.
Entre 1655 y 1657 mantuvo un cuaderno de bocetos en el que dibujó 82 dibujos arquitectónicos, y estos son de estilo más realista.
Daniël de Blieck pintó en 1663 una escena de la historia que representa a Alejandro Magno matando a Clito el Negro, convirtiéndose así en un raro ejemplo para una pintura dentro de la historia holandesa, debido a que en ese momento las escenas y paisajes mitológicos y de género eran mucho más populares. La historia central del brutal asesinato de Alejandro Magno de su general, Clito el Negro, se vuelve secundaria entre los amplios arcos y altísimas columnas de esta fantasía arquitectónica. La escena del asesinato se desarrolla en la arquitectura clásica que recuerda a la Roma clásica. Es probable que las figuras sean de otro artista, como puede ser la naturaleza muerta a la izquierda.

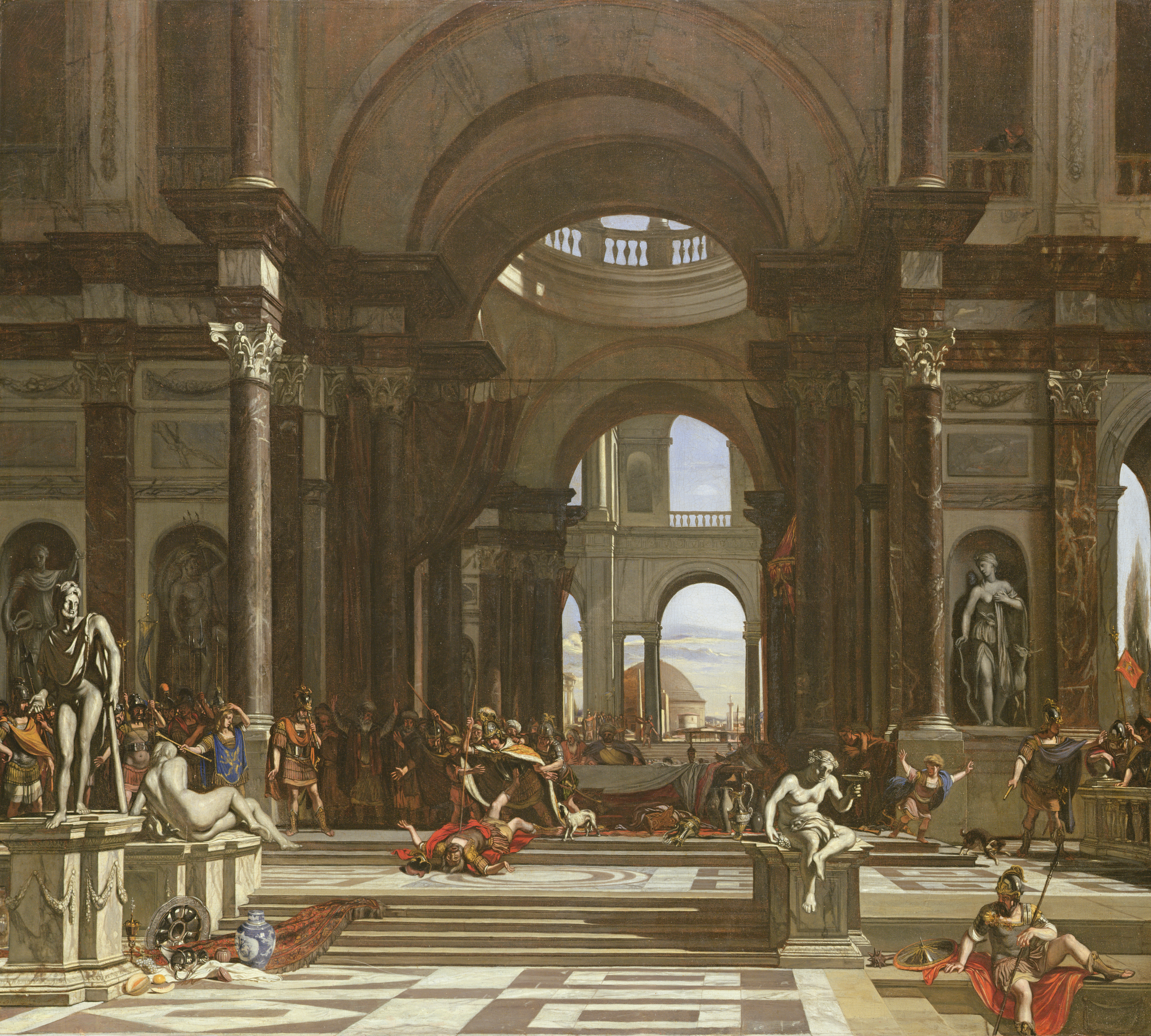
Alejandro matando a Clito

De Blieck también fue arquitecto, pero se sabe poco sobre su trabajo en este campo. Diseñó un nuevo almacén para la Compañía Holandesa de las Indias Orientales .